# Conmoción cerebral
La conmoción cerebral o concusión es el tipo de traumatismo cerebral más común y de menor gravedad. Técnicamente, una concusión es una pérdida de conocimiento por un corto período de tiempo como resultado de una lesión en la cabeza provocada por un traumatismo que interrumpe la función normal del cerebro. En el lenguaje corriente, el término ha pasado a significar cualquier lesión de menor gravedad de la cabeza o del cerebro. Puede implicar desajustes en las neuronas sin que exista daño estructural obvio. Tras una conmoción cerebral, este órgano queda momentáneamente bloqueado. Puede haber o no pérdida de consciencia, pero generalmente se observa confusión o problemas de memoria.
El riesgo de muerte es prácticamente nulo. Los síntomas se suelen resolver en unas semanas, pero pueden persistir algunos problemas, que rara vez son permanentes. Cerca del 75 % de los niños se recuperan antes de 3 meses.

## Etiología

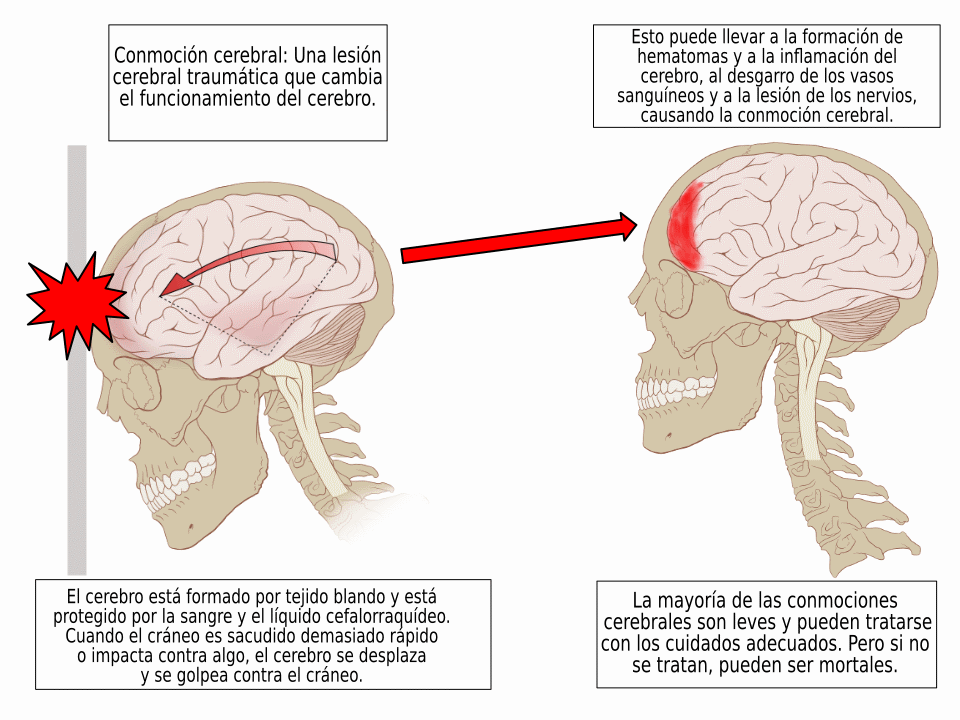
Conmoción cerebral.

Cualquier incidente donde el cerebro se sacuda en forma repentina e intensa dentro del cráneo puede provocar conmoción cerebral. Por ejemplo:

## Dinámica
La conmoción cerebral suele ser producto de accidentes que involucran:
- Vehículos motorizados
- Deportes y recreación
- Caídas
- Armas de fuego
- Violencia física

En todos ellos puede producirse una importante aceleración o desaceleración del cráneo y, dado que el cerebro es una masa inerte al interior de este (no está sólidamente unida a él), puede tener una menor desaceleración al momento del impacto, lo que se traduce en compresiones en volumen de una parte de la masa encefálica y esfuerzos mecánicos importantes para esta, capaces de dañar o afectar temporalmente a las neuronas o sus conexiones.

## Factores de riesgo
Un factor de riesgo es algo que incrementa la posibilidad de contraer una enfermedad o padecimiento. En el caso de una conmoción, estos pueden ser:
- Sexo masculino
- Ciertos grupos de edad:

niños de 5 años de edad o menores ( no dormir durante las próximas 6 horas)
jóvenes y adultos jóvenes entre 15-24 años de edad ( no dormir en los próximos 60 minutos)
personas de más de 75 años de edad (no dormir en las próximas 4 horas) dependiendo del golpe
- Deportes de contacto como el fútbol o el boxeo
- Trabajo que involucre agricultura, tala o construcción
- Viaje en vehículo a alta velocidad
- Consumo de alcohol
- Falta de sueño
- Medicamentos que provoquen somnolencia

## Síntomas
Una conmoción cerebral provoca síntomas que pueden durar varios días o semanas. Estos incluyen:
- Confusión
- Pérdida de memoria acerca del accidente
- Dolor de cabeza o cervical
- Náuseas o vómitos ocasionales
- Dificultad para:

poner atención o concentrarse
organizar tareas diarias
tomar decisiones y resolver problemas
- Lentitud para pensar, actuar, hablar o leer
- Fatiga o cansancio
- Cambio en los patrones del sueño:

Dificultad para dormir
Pérdida de equilibrio
Sentirse mareado o con la cabeza ligera
- Aumento en la sensibilidad a:

Sonidos
Luces
Distracciones
- Visión borrosa u ojos que se cansan fácilmente
- Pérdida del sentido del gusto o del olfato
- Zumbido en los oídos
- Cambios en el carácter:

tristeza, ansiedad o indiferencia
fácil irritabilidad o molestia por razones sin importancia o sin razón alguna
- Falta de motivación

Los síntomas que pueden aparecer en un niño con conmoción cerebral incluyen:
- Indiferencia o fácil cansancio
- Irritabilidad
- Cambios en:

Patrones alimenticios o patrones del sueño
Juego
Comportamiento
Desempeño escolar
- Falta de interés en juguetes o actividades favoritas
- Pérdida de nuevas habilidades como el entrenamiento para ir al baño
- Pérdida del equilibrio, caminata inestable

## Diagnóstico
El doctor le preguntará a usted y a otras personas presentes en el momento del incidente acerca de sus síntomas y cómo ocurrió la lesión. Habitualmente, la exploración incluye estudios de fuerza, sensación, equilibrio, reflejos y memoria.
Las pruebas podrían incluir:
- Tomografía axial computarizada, un tipo de rayos X que utiliza una computadora para tomar imágenes de las estructuras internas de la cabeza.
- MRI (imagen por resonancia magnética), una prueba que utiliza ondas magnéticas para tomar imágenes de las estructuras internas de la cabeza.

## Tratamiento
El objetivo del tratamiento es permitir el alivio o disminución de la lesión cerebral.
El tratamiento puede incluir:
- Descanso: proveer el tiempo adecuado para la recuperación. Esto significa, no precipitarse a las actividades diarias, tales como el trabajo o la escuela.
- La observación de un adulto responsable: alguien que despierte al paciente cada cierto tiempo, según aconseje el médico. El médico le explicará cómo identificar complicaciones; por ejemplo, sangrado cerebral.
- Exposición limitada a medicamentos: no tomar medicamentos sin prescripción de un doctor. Esto es especialmente necesario en el caso de aspirina, adelgazadores de la sangre o medicamentos que provoquen somnolencia. Evitar el consumo de alcohol y fármacos ilícitos.
- Prevenir la exposición a nuevas lesiones de este tipo y evitar actividades que puedan hacer que su cabeza rebote o se sacuda. Nunca regresar a la actividad deportiva hasta que el médico lo haya autorizado. Preguntar cuando sea seguro conducir un vehículo, ir en bicicleta, jugar en alturas o maniobrar equipo pesado.
- Prevenir el síndrome del segundo impacto: evitar una segunda lesión en la cabeza en los niños y adolescentes que han sufrido una conmoción cerebral. Incluso una segunda lesión leve en niños y adolescentes puede aumentar rápidamente la hinchazón, provocando pérdida de conciencia e incluso la muerte. Niños o adolescentes que sufren una conmoción leve, sin pérdida de conciencia pero con confusión u otros síntomas por más de 15 minutos deben evitar actividades que favorezcan una segunda lesión en la cabeza durante al menos una semana. Los que han sufrido pérdida de conciencia deben evitar una segunda lesión en la cabeza durante dos semanas. Dado que estas recomendaciones varían, los padres deben buscar atención médica para cualquier niño que haya padecido una conmoción cerebral.

### Organizaciones
- Brain Injury Association
- American Association of Neurological Surgeons